# Терновой (Песчанокопский район)
Терновой — хутор в Песчанокопском районе Ростовской области. Входит в состав Песчанокопского сельского поселения.

## География
На хуторе имеются две улицы — Ленина и Суворова.

## История
В 1958 году Указом Президиума ВС РСФСР хутор Буденный переименован в Терновой.

## Население
| 2010 |
| ---- |
| 97   |

## Археология
Рядом с хутором Терновым находятся:
- Курганная группа «Песчанокопский III» (2 кургана) — в 3,0 км к северу от хутора.
- Курган «Пограничный» — в 3,5 км к югу от хутора.
- Курган «Терновой» — в 2,0 км к югу от хутора.